# Адвани, Лал Кришна
Лал Кишанчанд Адвани (англ. Lal Kishanchand Advani, синдхи لال ڪشن چند آڏواڻي; род. 8 ноября 1927, Карачи, Британская Индия) более известен как Лал Кришна Адвани (англ. Lal Krishna Advani, хинди लाल कृष्ण आडवाणी) — индийский политический и государственный деятель, бывший президент Бхаратия джаната парти — главной оппозиционной партии в Парламенте Индии. В период с 2002 по 2004 год занимал пост вице-премьер-министра Индии, а в 1998—2004 годах исполнял обязанности министра внутренних дел Индии. Был лидером оппозиции в 10-м и 15-м созывах Лок сабхи. Адвани начал свою политическую карьеру в качестве секретаря индуистской националистической организации Раштрия сваямсевак сангх. В 2015 году награждён второй по высоте гражданской наградой Индии Падма вибхушан. Кавалер высшей награды Индии — «Бхарат ратна» (2024).